# Cream
Cream – brytyjska supergrupa rockowa tworząca fuzję rocka psychodelicznego i blues-rocka. Powstała jako efekt współpracy klawiszowca i basisty Jacka Bruce’a, gitarzysty Erica Claptona oraz perkusisty Gingera Bakera. Do dziś określana bywa jako jeden z najważniejszych zespołów w historii muzyki rockowej, uznanie krytyków budzi również jej wkład w powstanie hard rocka.

## Historia
Sformowana w połowie 1966 roku przez Erica Claptona, mającego dobrą reputację po występach z Yardbirds i w grupie Johna Mayalla. Do grupy dołączyli basista Jack Bruce i perkusista Ginger Baker. Zawarta na zaledwie czterech studyjnych płytach muzyka, oparta na solówkach gitarowych Claptona i sekcji rytmicznej, całą swoją atrakcyjność objawiała na koncertach. Zdolności improwizacyjne wszystkich muzyków, połączone z zespołową dyscypliną, czyniły występy grupy niezapomnianym spektaklem. Żywot grupy okazał się dość krótki. Trzy osobowości, mające różne koncepcje muzyczne i wizję świata, z trudem mieściły się w ramach grupy. Ostatecznie grupa rozwiązała się w 1968 po zaledwie dwóch latach działalności. Pożegnalny koncert Cream stał się jednym z ważnych wydarzeń w historii rocka.

## Odbiór
W 1993 roku grupa została wprowadzona do Rock and Roll Hall of Fame.
W maju 2005 r. grupa, ponownie w oryginalnym składzie, dała serię czterech koncertów w londyńskiej Royal Albert Hall, gdzie miał miejsce koncert pożegnalny w 1968 r.

## Skład
- Peter Edward „Ginger” Baker – perkusja
- Jack Bruce – gitara basowa, śpiew, harmonijka ustna
- Eric Clapton – gitara, śpiew

## Dyskografia
- Fresh Cream (1966)
- Disraeli Gears (1967)
- Wheels of Fire (1968, live)
- Goodbye (1969)
- Live Cream (1970)
- Live Cream Volume II (1972)
- Heavy Cream (1972)
- Live 1968 (1989)
- BBC Sessions (2003)
- Royal Albert Hall London May 2-3-5-6 05 (2006, live)